# Anatoli Uschomirski
Anatoli Uschomirski (ukrainisch Анатолій Ужомирський ‚Anatolij Uschomyrskyj‘; * 1959 in Kiew) ist ein jüdisch-messianischer Theologe, Gemeindegründer, Redner, Autor etlicher theologischer Bücher und arbeitet als theologischer Referent beim Evangeliumsdienst für Israel.

## Leben und Wirken
Anatoli Uschomirski wuchs als Sohn jüdischer Eltern in Kiew in einer streng atheistischen Umgebung auf; sein Vater starb, als er 10 Jahre alt war. Nach dem Militärdienst absolvierte er ab 1991 eine Ausbildung zum Fotografen und Fototechniker am Technischen Institut für Fotografie in Kiew, wo er seine spätere Frau kennenlernte. Schon in seiner Kindheit erlebte er Antisemitismus in der Schule und erforschte als Jugendlicher die jüdischen Wurzeln seiner Familie. Da einige seiner Angehörigen 1941 beim Massaker von Babyn Jar ermordet wurden, begann er die Deutschen zu hassen. Ein Ereignis veränderte jedoch sein Leben und er fand zu seiner religiösen Identität: Er lernte bei einer messianischen Gemeinde Jesus als seinen persönlichen Erlöser und als Messias der Juden kennen. Bedingt auch durch den wachsenden Antisemitismus in der Ukraine floh er 1992 als jüdischer Kontingentflüchtling mit seiner Familie von Kiew nach Deutschland und kam im Einwandererzentrum in Stuttgart an. Seit 1994 engagiert er sich beim Evangeliumsdienst für Israel (EDI), wo er eine sozial-diakonische und evangelistische Arbeit unter russischsprachigen Juden begann und gründete im Zuge dessen 1998 in Stuttgart die messianische Gemeinde „Schma Israel“, die er bis 2015 als Pastor leitete. Ab 2007 studierte er Theologie an der Akademie für Weltmission und schloss 2012 mit dem Master of Arts in Global Studies (CIU) ab.
Heute arbeitet Uschomirski als theologischer Referent beim EDI und Koordinator für die Arbeit unter messianischen Juden in Deutschland. Er setzt sich für Versöhnung zwischen Deutschen und Juden ein und möchte den Trialog zwischen Christen, rabbinischen und messianischen Juden fördern. Als Redner hat er einen umfangreichen Vortragsdienst, möchte christliche Zuhörer an die jüdischen Wurzeln des christlichen Glaubens erinnern und lädt ein, die Bibel mit jüdischen Augen zu lesen. Zudem war er Redner bei ProChrist, Referent beim Spring-Festival und Gastdozent am Bibelstudienkolleg in Ostfildern und der AWM gGmbH (vormals Akademie für Weltmission).
Er ist Autor etlicher theologischer Bücher. In dem Buch „Unsere Sehnsucht nach Frieden“ berichtet er gemeinsam mit seiner Tochter Alexandra über die Erfahrungen seiner Familie seit Anfang des Ukraine-Konflikts.
Anatoli Uschomirski ist mit Irina verheiratet, das Paar hat eine Tochter und lebt in der Nähe von Stuttgart.

## Auszeichnungen
- 2011: Ludwig-Krapf-Preis[13]

## Veröffentlichungen
- Den Juden zuerst. Theologische Perspektiven der „Judenmission“ in den kirchengeschichtlichen Epochen, Korntaler Reihe Band II, VTR: 2014, ISBN 978-3-95776-023-4.
- Die Bibel aus jüdischer Sicht (DVD 1–6), Lichtzeichen Verlag, Lage 2015, ISBN 978-3-86954-226-3.
- Hilfe, Jesus, ich bin Jude. Ein Leben zwischen den Welten (Die Bibel aus jüdischer Sicht), SCM Hänssler, Holzgerlingen 2016, ISBN 978-3-7751-5699-8; 4. Auflage 2020, ISBN 978-3-7751-6041-4.
- Die Bergpredigt aus jüdischer Sicht. Was Juden und Christen von Jesus lernen können, SCM Hänssler, Holzgerlingen 2019, ISBN 978-3-7751-6000-1.
- Das Matthäusevangelium aus jüdischer Sicht. Wie wir Jesus besser verstehen lernen, SCM Hänssler, Holzgerlingen 2023, ISBN 978-3-7751-6171-8.
- Unsere Sehnsucht nach Frieden. Glaube und Einheit inmitten des Ukraine-Kriegs – Mut machende Perspektiven (mit Alexandra Schechtmann), SCM Hänssler, Holzgerlingen 2023, ISBN 978-3-7751-6182-4.